# Alliierte Kommission für Österreich
Die Alliierte Kommission für Österreich entstand im Jahr 1945 nach dem Ende des Zweiten Weltkriegs und dem Zusammenbruch des Deutschen Reiches. Ihr Sitz war im Haus der Industrie am Schwarzenbergplatz in Wien, dessen südlicher Teil damals Stalinplatz hieß. Der Tätigkeitszeitraum erstreckte sich vom 4. Juli 1945 bis zum 27. Juli 1955 (Inkrafttreten des Österreichischen Staatsvertrages), also über fast genau 10 Jahre. 

## Vorgeschichte
Die Hauptalliierten der Anti-Hitler-Koalition hatten sich, beginnend mit der Teheran-Konferenz 1943, mehrfach auf unterschiedlicher Ebene getroffen, um eine Einigung über das Vorgehen für die Zeit nach dem Sieg über das Großdeutsche Reich zu erzielen. So hatte die Casablanca-Konferenz die Forderung nach einer bedingungslosen Kapitulation erhoben und die Konferenz von Jalta eine Einteilung in Besatzungszonen sowie eine koordinierte Verwaltung und Kontrolle durch eine Zentrale Kontrollkommission beschlossen.
Zu Österreich gaben die Alliierten Ende 1943 die Moskauer Deklaration ab, nach der sie den Anschluss von 1938 als nichtig betrachteten und ein freies und wiederhergestelltes Österreich befürworteten.
Nach der Schlacht um Wien und der Besetzung der Stadt durch die Rote Armee am 13. April 1945 erklärten die Vorstände der (wieder)entstandenen Parteien SPÖ, ÖVP und KPÖ am 27. April in einer gemeinsamen Proklamation über die Selbständigkeit Österreichs mit Berufung auf diese Deklaration den „Anschluss“ für nichtig und bildeten eine provisorische Staatsregierung, die zunächst nur von der Sowjetunion, nicht aber den anderen Alliierten, anerkannt wurde.
Nach der bedingungslosen Kapitulation der Wehrmacht am 8. Mai verkündeten die Hauptsiegermächte am 5. Juni mit ihrer Berliner Deklaration offiziell die Übernahme der Regierungsgewalt und das dortige Alliierte Kontrollverfahren; für Österreich kam es am 4. Juli zur Unterzeichnung eines entsprechenden Abkommens über die Alliierte Kontrolle.

## Erstes Kontrollabkommen
Mit dem Abkommen über die Alliierte Kontrolle in Österreich (später kurz als Erstes Kontrollabkommen bezeichnet) vom 4. Juli 1945 wurde von den vier Alliierten eine alliierte Kommission für Österreich eingerichtet. Sie bestand aus dem Alliierten Rat, dem Exekutiv-Komitee und jeweils einem Stab der Besatzungsmächte.

### Alliierter Rat
Ursprünglich setzte sich der Rat aus den militärischen (Hoch-)Kommissaren der Besatzungsmächte zusammen. Angelegenheiten, die alle Besatzungsgebiete betrafen, mussten die Kommissare nach Rücksprache mit ihren jeweiligen Regierungen gemeinsam regeln. Volle Entscheidungsbefugnisse hatten sie dagegen in ihrer jeweiligen Besatzungszone. Jedem militärischen Kommissar stand ein politischer Berater zur Seite. Der Rat tagte mindestens alle zehn Tage mit wechselndem Vorsitz. Der Alliierte Rat hatte dafür zu sorgen, dass die Pläne ihrer Regierungen im gesamten Land umgesetzt werden.

### Exekutiv-Komitee
Das Exekutiv-Komitee bestand aus ranghohen Militärs, die ihre jeweiligen Kommissare vertraten und die Ausführung der Beschlüsse überwachten.

### Stäbe
Die Stäbe hatten verschiedene Aufgaben und teilten sich auf Sachgebiete, wie Militärische, Marine- und Luftfahrt-Angelegenheiten, Wirtschaft, Finanzwesen, Reparationen; Übergaben und Wiedergutmachungen, Inneres, Arbeit, Rechtsfragen, Kriegsgefangene, Politik und Transport.

### Aufgaben
Die wichtigsten Aufgaben der Alliierten Kommission für Österreich waren:
- die Einhaltung des Waffenstillstands zu gewährleisten;
- die Trennung vom übrigen vormaligen Reichsgebiet sicherzustellen;
- eine Zentralverwaltung aufzubauen;
- freie Wahlen für eine künftige Regierung vorzubereiten;
- die ordnungsgemäße Verwaltung sicherzustellen.

Ziel des ersten Kontrollabkommens war, Aufgaben, die von österreichischen Behörden erledigt werden konnten, zu delegieren. Dazu wurden Alliierte Kommandanturen (Kommandantura) errichtet. Die Interalliierte Kommandantur für Wien war bis 1953 in Teilen des Justizpalastes untergebracht und übersiedelte dann an den Sitz der Alliierten Kommission.
Die Unterzeichner des Abkommens waren in London:
- John Gilbert Winant (Vereinigte Staaten, Botschafter in Großbritannien)
- Ronald Ian Campbell (Vereinigtes Königreich, Stellvertretender Staatssekretär im Außenministerium)
- René Massigli (Frankreich, Botschafter in Großbritannien)
- Fjodor Tarassowitsch Gussew (Sowjetunion, Botschafter in Großbritannien)

## Zweites Kontrollabkommen
Im Zweiten Kontrollabkommen, das am 28. Juni 1946 abgeschlossen wurde, wurden der österreichischen Regierung bzw. dem Parlament weitergehende Gesetzgebungsbefugnisse zugestanden. Ein Vetorecht des Alliierten Rats für gewöhnliche Gesetze bestand nur noch innerhalb von 31 Tagen, und da für jeden Beschluss des Rats Einstimmigkeit erforderlich war, konnte ein Gesetz de facto auch mit der Billigung nur einer Besatzungsmacht in Kraft treten. Nur für Verfassungsgesetze war weiterhin die explizite Zustimmung des Alliierten Rats notwendig und daher die Zustimmung aller vier Besatzungsmächte. Weiters wurde Österreich erlaubt, mit einer Besatzungsmacht bilaterale Verträge ohne die Zustimmung der anderen Besatzungsmächte abzuschließen. Das war ein wichtiger Punkt bei den nunmehrigen Besitzverhältnissen des ehemals reichsdeutschen Eigentums. Jetzt war es auch erlaubt, mit den Mitgliedsländern der UNO diplomatische Beziehungen aufzunehmen.
Das Zweite Kontrollabkommen sollte nur für sechs Monate Gültigkeit haben, blieb aber bis zum 27. Juli 1955 (dem Tag des Wirksamwerdens des Österreichischen Staatsvertrags) in Kraft.
Unterzeichnet wurde dieses Abkommen von den vier Hochkommissaren:
- Generalleutnant J. S. Steele (Großbritannien, Oberkommandierender British Forces in Austria)
- General Mark W. Clark (USA, Oberbefehlshaber United States Forces in Austria)
- Generaloberst Wladimir Kurassow (UdSSR, Oberbefehlshaber Zentrale Gruppe der Landstreitkräfte)
- Armee-Korps-General Marie Émile Antoine Béthouart (Frankreich, französischer Kommandant in Österreich der Forces françaises en Allemagne)

Später wurden die Militärs im Kontrollrat durch hohe Beamte der Zivilverwaltung ersetzt. Insbesondere wurden die Hochkommissariate sukzessive in Botschaften umgewandelt (USA 1951, Sowjets 1953). Die alliierte Kommission hatte ihre letzte Sitzung am 27. Juli 1955.